# Red (album Taylor Swift)
RED je četvrti studijski album američke pjevačice Taylor Swift koji je 22. listopada 2012. objavila diskografska kuća Big Machine Records. Naslov albuma inspiriran je "polutoksičnim odnosima" koje je Swift doživila tijekom procesa osmišljavanja ovog albuma, a Swift opisuje emocije koje je osjećala kao "crvene emocije" zbog svoje intenzivne i burne prirode. Crveno (Red) se dodiruje Swiftovim potpisnim temama ljubavi i srčanog udara, međutim, iz zrelije perspektive dok istražuje druge teme poput slave i pritiska da bude u središtu pozornosti. Album je u suradnji s poznatim pjevačima kao Gary Lightbody iz Snow Patrol i Ed Sheeran. Swift je završila The Red Tour 12. lipnja 2014. godine, čime je zaradila više od 150 milijuna dolara.
Red je imao dobre kritike te je dobio nagradu Grammyija za Best Country album i album godine. Prvi je put debitirao na američkom Billboard 200, dajući Swift treću uzastopnu ljestvicu u SAD-u. Prodaja prvog tjedna je bila 1,21 milijun dolara.
U cijelom svijetu, Red je prodao 6 milijuna primjeraka od kolovoza 2014. To je bio Swiftin treći uzastopni top-seller i drugi najprodavaniji u svim žanrovima. Red je certificiran četverostruki platinum tvrtke RIAA, što ga čini Swiftovim četvrtim uzastopnim albumom do ovog platoa.

## O albumu
Dana 13. kolovoza 2012. Swift je priredila live web-chat s više od 72.500 gledatelja, u kojem je odgovorila na pitanja obožavatelja te je tada najavila njezin četvrti album, Red, kao i datum objavljivanja.
Prvi od četiri promotivna singla je "Begin Again", koji je izdana digitalno na iTunes 25. rujna 2012. "Red" je drugi promotivni singl s albuma i postao je dostupan 2. listopada 2012. "Red" je debitirao na 6. mjestu na Hot 100 s prodajom od 312.000. "I knew you were trouble" treći je promotivni singl s albuma, a postao je dostupan za preuzimanje 9. listopada 2012. Četvrti i konačni promotivni singl "State of Grace", koji je postao dostupan za preuzimanje 16. listopada 2012. Svaki od njih dostigao je prvu nagradu na iTunesu, a na prvih 15 na Billboard Hot 100, s "I Knew You Were Trouble" s najvišim vrhuncem na broju 2. S prodajom od 416.000 od "I Knew You Were Trouble", Swift je postala prvi umjetnik u digitalnoj povijesti koji je imao dvije pjesme koje su debitirale s prodajom od 400.000 ili više primjeraka.

## Snimanje i produkcija
Odmah nakon izlaska Speak Now-a, Swift je planirala nastaviti suradnju s Chapmanom na sljedećem albumu. Do listopada 2011. Swift je napisala oko 25 pjesama. Swift je osjećala da je za Speak Now ponavljala isti postupak pisanja pjesama, što je umanjilo njezinu kreativnost. Stoga je pokušala surađivati s novim producentima, osim s Chapmanom, kako bi izašla iz svoje "zone komfora". Iako je Swift bila jedini tekstopisac na Speak Now-u, svoj četvrti studijski album zamišljala je kao izjavu o svojoj "žeđi za učenjem". Nakon toga preradila je album dok je krenula na Speak Now World Tour.
Swift je odlučila da njezin četvrti studijski album neće slijediti jedan skladan žanr, s ciljem eksperimentiranja sa što više stilova. U tu je svrhu regrutovala glazbenike čijim se radovima divila, nadajući se da će "učiti od njih". Iako je Swift željela eksperimentirati s različitim glazbenim stilovima, ona je - kao kantautorica - dala prednost tekstovima nad produkcijom, nastojeći uhvatiti njezine emocije kao što je to učinila u njezinim prethodnim pjesmama. Pisanje pjesama započinjalo bi identificiranjem osjećaja pjesme, a slijedila bi produkcija. Na pjesmama koje je Swift napisala zajedno s drugim autorima, prvo im je predstavila osjećaje koje je proživjela, odsvirala je grubi demo na svojoj gitari, a zatim zatražila njihovu ideju kako bolje prenijeti priču. Svaka bi pjesma imala drugačiju produkciju koja odgovara portretiranim osjećajima, što bi rezultiralo eklektičnom kombinacijom stilova.
Prva pjesma koju je Swift napisao bila je "All Too Well", tijekom proba za "Speak Now turneju" krajem 2010. Prošavši kroz nedavni prekid, Swift je započela slobodno pisanje tekstova o slomljenom srcu na četveroakordnom gitarskom rifu dok je njezin band s turneje spontano je pružao prateće instrumente. Kritična točka kada je Swift bila usred snimanja s Chapmanom bila je pjesma "Red", na kojoj je njena kreativnost "počela lutati na sva mjesta [koja] je mogla ići". Predsjednik Big Machinea Scott Borchetta načuo je originalnu Chapmanovu produkciju i predložio zvuk više orijentiran na pop. Nakon nekoliko neuspjelih pokušaja željenog zvuka, Swift je zatražila od Borchette da regrutuje švedskog producenta Maxa Martina, čije su pop melodije zaokružile Swift. Martin i njegov česti suradnik Shellback na albumu su proizveli tri pjesme: "22", "I Knew You Were Trouble (pjesma Taylor Swift)|I Knew You Were Trouble]]" i "We Are Never Ever Getting Back Together". Konačnu verziju pjesme "Red" proizveli su Swift, Chapman i Dann Huff. Huff, koji je producirao za nekoliko umjetnika iz zemlje, radio je sa Swift i Chapmanom na dvije druge pjesme: "Starlight" i "Begin Again".
Još jedan novi suradnik bio je Jeff Bhasker, čija je produkcija pjesme "We Are Young" (2011.) indie benda Fun osvojila Swift svojim bubnjarskim instrumentacijama. Bhasker je producirao dvije pjesme: "Holy Ground" i "The Lucky One". Swift je radila s Butchom Walkerom na pjesmi "Everything Has Changed (pjesma Taylor Swift)|Everything Has Changed", duetu s engleskim pjevačem Edom Sheeranom. Pjesmu "Treacherous" producirao je Dan Wilson, čija su djela sa svojim bendom Semisonic poslužila kao inspiracija za Swift. Swift je uvrstila glazbenike Gary Lightbody i Jacknife Lee iz indie benda Snow Patrol. Lee je producirao pjesmu "The Last Time", na kojoj je Lightbody dao vokal. Swift je napisala više od 30 pjesama za album, od kojih je 16 donijelo konačni dio standardnog izdanja te 3 na deluxe verziji. Na deluxe verziji albuma također se nalaze 2 demosnimke pjesama i 1 akustična verzija pjesme s albuma. Od 16 pjesama, Swift je jedini pisac deset i koautor preostalih šest. Na ponovno snimljenoj verziji albuma pod nazivom Red (Taylor's Version), Swift je dodala još 11 novih pjesama te na kraju album sadrži 30 pjesama.

## Popis pjesama
| Standardno izdanje | Standardno izdanje                                         | Standardno izdanje             | Standardno izdanje         | Standardno izdanje | Standardno izdanje | Standardno izdanje | Standardno izdanje | Standardno izdanje | Standardno izdanje |
| Br.                | Skladba                                                    | Tekstopisac                    | Producenti                 | Trajanje           |                    |                    |                    |                    |                    |
| ------------------ | ---------------------------------------------------------- | ------------------------------ | -------------------------- | ------------------ | ------------------ | ------------------ | ------------------ | ------------------ | ------------------ |
| 1.                 | » State of Grace«                                          | Taylor Swift                   | Swift • Nathan Chapman     | 4:55               |                    |                    |                    |                    |                    |
| 2.                 | » Red«                                                     | Swift                          | Swift • Chapman • Dan Huff | 3:43               |                    |                    |                    |                    |                    |
| 3.                 | » Treacherous «                                            | Swift • Dan Wilson             | Wilson                     | 4:02               |                    |                    |                    |                    |                    |
| 4.                 | » I Knew You Were Trouble«                                 | Swift • Max Martin • Shellback | Martin • Shellback         | 3:39               |                    |                    |                    |                    |                    |
| 5.                 | » All Too Well«                                            | Swift • Chapman                | Swift • Liz Rose           | 5:29               |                    |                    |                    |                    |                    |
| 6.                 | »22«                                                       | Swift • Martin • Shellback     | Martin • Shellback         | 3:52               |                    |                    |                    |                    |                    |
| 7.                 | »I Almost Do«                                              | Swift                          | Swift • Chapman            | 4:04               |                    |                    |                    |                    |                    |
| 8.                 | » We Are Never Ever Getting Back Together«                 | Swift • Martin • Shellback     | Martin • Shellback         | 3:13               |                    |                    |                    |                    |                    |
| 9.                 | » Stay Stay Stay«                                          | Swift                          | Swift • Chapman            | 3:25               |                    |                    |                    |                    |                    |
| 10.                | » The Last Time« (ft. Gary Lightbody iz grupe Snow Patrol) | Swift • Jacknife Lee           | Lee                        | 4:59               |                    |                    |                    |                    |                    |
| 11.                | » Holy Ground«                                             | Swift                          | Jeff Bhasker               | 3:22               |                    |                    |                    |                    |                    |
| 12.                | » Sad Beautiful Tragic«                                    | Swift                          | Swift • Chapman            | 4:44               |                    |                    |                    |                    |                    |
| 13.                | » The Lucky One«                                           | Swift                          | Bhasker                    | 4:00               |                    |                    |                    |                    |                    |
| 14.                | » Everything Has Changed« (ft. Ed Sheeran)                 | Swift • Sheeran                | Butch Walker               | 4:05               |                    |                    |                    |                    |                    |
| 15.                | » Starlight«                                               | Swift                          | Swift • Chapman • Huff     | 3:40               |                    |                    |                    |                    |                    |
| 16.                | » Begin Again«                                             | Swift                          | Swift • Chapman • Huff     | 3:57               |                    |                    |                    |                    |                    |
| 48:41              |                                                            |                                |                            |                    |                    |                    |                    |                    |                    |

| Deluxe izdanje | Deluxe izdanje                           | Deluxe izdanje | Deluxe izdanje  | Deluxe izdanje | Deluxe izdanje | Deluxe izdanje | Deluxe izdanje | Deluxe izdanje | Deluxe izdanje |
| Br.            | Skladba                                  | Tekstopisac    | Producent       | Trajanje       |                |                |                |                |                |
| -------------- | ---------------------------------------- | -------------- | --------------- | -------------- | -------------- | -------------- | -------------- | -------------- | -------------- |
| 1.             | »The Moment I Knew«                      | Swift          | Swift • Chapman | 4:45           |                |                |                |                |                |
| 2.             | »Come Back... Be Here«                   | Swift • Wilson | Wilson          | 3:42           |                |                |                |                |                |
| 3.             | »Girl at Home«                           | Swift          | Swift • Chapman | 3:40           |                |                |                |                |                |
| 4.             | »Treacherous" (original demo recording)« | Swift • Wilson | Wilson          | 3:59           |                |                |                |                |                |
| 5.             | »Red" (original demo recording)«         | Swift          | Swift • Chapman | 3:46           |                |                |                |                |                |
| 6.             | »State of Grace" (acoustic version)«     | Swift          | Swift • Chapman | 5:22           |                |                |                |                |                |
| 25:19          |                                          |                |                 |                |                |                |                |                |                |

## Vanjske poveznice
- Red na Taylor Swift stranici  Arhivirana inačica izvorne stranice od 11. prosinca 2012. (Wayback Machine)
- Red na Metacritic
- ENG Wikipedia